# Klekotîna, Șarhorod
Klekotîna (în ucraineană Клекотина) este o comună în raionul Șarhorod, regiunea Vinnița, Ucraina, formată numai din satul de reședință.

## Demografie
Componența lingvistică a satului Klekotîna
     Ucraineană (99,74%)
     Alte limbi (0,18%)
Conform recensământului din 2001, majoritatea populației satului Klekotîna era vorbitoare de ucraineană (99,74%), existând în minoritate și vorbitori de alte limbi.